# Теорема синусів
Теорема синусів — наступне тригонометричне твердження про властивості кутів та сторін довільного трикутника: нехай a, b і c є сторонами трикутника, а A, B і C — кути протилежні вказаним сторонам, тоді
{\displaystyle {\sin A \over a}={\sin B \over b}={\sin C \over c}}
Обернене значення числа в теоремі синусів (тобто a/sin(A)) дорівнює діаметру D (або ж 2-ом радіусам) описаного навколо трикутника кола (єдине коло, що проходить через три точки A, B і C). Таким чином теорему можна переписати у розширеній формі
{\displaystyle {a \over \sin A}={b \over \sin B}={c \over \sin C}=D=2R}
Наслідком теореми синусів є наступне твердження:
- У трикутнику навпроти більшого кута лежить більша сторона, навпроти більшої сторони лежить більший кут.

Розв'язання трикутників

Теорему синусів використовують при розв'язуванні трикутників:
1. Якщо відомі сторона a та два прилеглі кути β і γ довільного трикутника, то інші дві сторони можемо знайти із співвідношення:

{\displaystyle b=a\cdot {\frac {\sin \beta }{\sin \alpha }}=a\cdot {\frac {\sin \beta }{\sin \left(\pi -\beta -\gamma \right)}}};
{\displaystyle c=a\cdot {\frac {\sin \gamma }{\sin \alpha }}=a\cdot {\frac {\sin \gamma }{\sin \left(\pi -\beta -\gamma \right)}}}.
Це є типовою проблемою, що постає при тріангуляції.
2. Якщо відомі дві сторони та один із кутів, що не утворюється цими сторонами
Зазначена формула дає два можливих значення для внутрішнього кута. В цьому випадку, часто лишень одне значення задовольняє умові, що сума трьох кутів трикутника дорівнює 180°; інакше отримаємо два можливих розв'язки.

## Доведення
Нехай дано трикутник зі сторонами a, b, і c, з протилежними до них кутами A, B, і C. Опустимо перпендикуляр довжиною h з C на c.
Бачимо, що, за означенням:
{\displaystyle \sin A={\frac {h}{b}}} та {\displaystyle \;\sin B={\frac {h}{a}}}
Звідси:
{\displaystyle h=b\,\sin A=a\,\sin B}
також
{\displaystyle {\frac {\sin A}{a}}={\frac {\sin B}{b}}}
Повторимо операцію з кутом A і стороною a, і дістанемо:
{\displaystyle {\frac {\sin B}{b}}={\frac {\sin C}{c}}}.∎

### Доведення розширеної форми теореми синусів
Достатньо довести, що
{\displaystyle {\frac {a}{\sin \alpha }}=2R.}
Проведемо діаметр {\displaystyle |BG|} описаного кола.
За властивістю кутів, вписаних у коло, кут {\displaystyle GCB} прямий, а кут {\displaystyle CGB} дорівнює або {\displaystyle \alpha }, якщо точки {\displaystyle A} і {\displaystyle G} лежать по один бік від прямої {\displaystyle BC}, або {\displaystyle \pi -\alpha } в іншому разі.
Оскільки {\displaystyle \sin(\pi -\alpha )=\sin \alpha }, в обох випадках маємо
{\displaystyle a=2R\sin \alpha }.
Повторивши ці міркування для двох інших сторін трикутника, маємо:
{\displaystyle {\frac {a}{\sin \alpha }}={\frac {b}{\sin \beta }}={\frac {c}{\sin \gamma }}=2R.} ∎

## Варіації та узагальнення
- У симплексі

{\displaystyle V_{n}={\frac {n-1}{n}}\cdot {\frac {{V_{n-1}^{i}}{V_{n-1}^{j}}}{V_{n-2}^{i,j}}}\cdot \sin {A_{i,j}},}
де {\displaystyle A_{i,j}} — кут між гранями {\displaystyle V_{n-1}^{i}} і {\displaystyle V_{n-1}^{j}}; {\displaystyle V_{n-2}^{i,j}} — спільна грань {\displaystyle V_{n-1}^{i}} і {\displaystyle V_{n-1}^{j}}; {\displaystyle V_{n}} — об'єм симплекса.

### Теорема синусів для сферичного трикутника
Ця теорема справедлива для трикутників на сфері, сторонами яких є дуги великих кіл сфери.
Нехай дано сферу одиничного радіуса і трикутник на ній, утворений перетином трьох її великих кіл. Нехай a, b і c — довжини дуг, які є сторонами трикутника. Оскільки сфера є одиничною, то a, b і c виражають кути з вершиною у центрі сфери між двома її радіусами, стягнуті цими дугами в радіанах.
Нехай A, B і C — кути, протилежні цим сторонам, тобто це двогранні кути між площинами трьох великих кіл.
Тоді, для сферичного трикутника справедливе твердження:

{\displaystyle {\frac {\sin A}{\sin a}}={\frac {\sin B}{\sin b}}={\frac {\sin C}{\sin c}}.}

#### Доведення через вектори
Розглянемо сферу одиничного радіуса з центром О в початку координат. OA, OB та OC — одиничні вектори, проведені від початку координат до вершин A, B, C трикутника. Отже, кути α, β і γ є кутами a, b і c відповідно. Дуга BC утворює кут величиною a з вершиною у центрі сфери.
Введемо декартову систему координат так, щоб її вісь z проходила вздовж вектора OA. Вектор OB в площині xz утворює кут утворює кут c з віссю z та проектується на відрізок OМ у площині xy. Вектор OC утворює кут b з віссю z та проектується на ON у площині xy, а кут між ON та віссю x дорівнює A. Отже, три вектори мають координати:
{\displaystyle \mathbf {OA} ={\begin{pmatrix}0\\0\\1\end{pmatrix}},\quad \mathbf {OB} ={\begin{pmatrix}\sin c\\0\\\cos c\end{pmatrix}},\quad \mathbf {OC} ={\begin{pmatrix}\sin b\cos A\\\sin b\sin A\\\cos b\end{pmatrix}}.}
Змішаний добуток трьох векторів, OA ⋅ (OB × OC), дорівнює об'єму паралелепіпеда, побудованого на векторах OA, OB та OC. Цей об'єм є інваріантним до конкретної системи координат, яка використовується для представлення OA, OB і OC.
Значення змішаного добутку трьох векторів OA ⋅ (OB × OC) є 3 × 3 — визначником, рядками якого є координати векторів OA, OB і OC.
З віссю z вздовж OA квадрат цього визначника дорівнює
{\displaystyle {\begin{aligned}{\bigl (}\mathbf {OA} \cdot (\mathbf {OB} \times \mathbf {OC} ){\bigr )}^{2}&=\left(\det {\begin{pmatrix}\mathbf {OA} &\mathbf {OB} &\mathbf {OC} \end{pmatrix}}\right)^{2}\\[4pt]&={\begin{vmatrix}0&0&1\\\sin c&0&\cos c\\\sin b\cos A&\sin b\sin A&\cos b\end{vmatrix}}^{2}=\left(\sin b\sin c\sin A\right)^{2}.\end{aligned}}}
Якщо повторити це обчислення з віссю z вздовж OB, отримаємо (sin c sin a sin B)2, а з віссю z вздовж OC — (sin a sin b sin C)2.
Прирівнюємо ці вирази та ділимо їх на (sin a sin b sin c)2:
{\displaystyle {\frac {\sin ^{2}A}{\sin ^{2}a}}={\frac {\sin ^{2}B}{\sin ^{2}b}}={\frac {\sin ^{2}C}{\sin ^{2}c}}={\frac {V^{2}}{\sin ^{2}(a)\sin ^{2}(b)\sin ^{2}(c)}},}
де V — об'єм паралелепіпеда, побудованого на векторах OA, OB та OC, що відповідають вершинам сферичного трикутника.
Легко побачити, що для малих сферичних трикутників, коли радіус сфери значно перевищує довжини сторін трикутника, ця формула в граничному значенні переходить в формулу для плоского трикутника, оскільки

{\displaystyle \lim _{a\to 0}{\frac {\sin a}{a}}=1}
і так само для sin b та sin c.

#### Доведення геометричне
Розглянемо сферу одиничного радіуса:
{\displaystyle OA=OB=OC=1}
Будуємо точку {\displaystyle D} та точку {\displaystyle E} так, що {\displaystyle \angle ADO=\angle AEO=90^{\circ }}
Будуємо точку {\displaystyle A'} так, що {\displaystyle \angle A'DO=\angle A'EO=90^{\circ }}
Тому видно, що {\displaystyle \angle ADA'=B} та {\displaystyle \angle AEA'=C}
Точка {\displaystyle A'} є проекцією точки {\displaystyle A} на площину {\displaystyle OBC}. Тому {\displaystyle \angle AA'D=\angle AA'E=90^{\circ }}
Згідно з основною тригонометрією, маємо:
{\displaystyle {\begin{aligned}AD&=\sin c\\AE&=\sin b\end{aligned}}}
Але {\displaystyle AA'=AD\cdot \sin B=AE\cdot \sin C}
Поєднавши ці рівності, отримаємо:
{\displaystyle {\begin{aligned}\sin c\cdot \sin B&=\sin b\cdot \sin C\\\Rightarrow {\frac {\sin B}{\sin b}}&={\frac {\sin C}{\sin c}}\end{aligned}}}
Проводячи аналогічні обчислення, отримуємо теорему синусів для сферичного трикутника:
{\displaystyle {\frac {\sin A}{\sin a}}={\frac {\sin B}{\sin b}}={\frac {\sin C}{\sin c}}}
Малюнок, використаний в геометричному доказі вище, використовується і також надається в (див. Малюнок 3 у цьому документі) для виведення теореми синусів за допомогою елементарної лінійної алгебри та проекційних матриць.

### Теорема синусів для гіперболічного трикутника
У гіперболічній геометрії з кривиною −1, теорема синусів для гіперболічного трикутника має вигляд:
{\displaystyle {\frac {\sin A}{\mathrm {sh} \,a}}={\frac {\sin B}{\mathrm {sh} \,b}}={\frac {\sin C}{\mathrm {sh} \,c}},}
В окремому випадку, коли кут B прямий, отримаємо:
{\displaystyle \sin C={\frac {\sinh c}{\sinh b}}}
що є аналогом формули в евклідовій геометрії, яка виражає синус кута як частку від ділення протилежної сторони прямокутного трикутника на його гіпотенузу.

### Теорема синусів для поверхонь постійної кривини
Визначимо узагальнену функцію синусів, що залежить також від дійсного параметра K:
{\displaystyle \sin _{K}x=x-{\frac {Kx^{3}}{3!}}+{\frac {K^{2}x^{5}}{5!}}-{\frac {K^{3}x^{7}}{7!}}+\cdots .}
Теорема синусів при постійній кривині K має вигляд
{\displaystyle {\frac {\sin A}{\sin _{K}a}}={\frac {\sin B}{\sin _{K}b}}={\frac {\sin C}{\sin _{K}c}}\,.}
Підставивши K = 0, K = 1, або K = −1, Отримаємо відповідно евклідовий, сферичний та гіперболічний випадки теореми синусів, описані вище.
Нехай pK(r) позначає довжину кола радіуса r у просторі постійної кривини K.
Тоді pK(r) = 2π  sinK r.
Тому теорему синусів також можна записати у вигляді:
{\displaystyle {\frac {\sin A}{p_{K}(a)}}={\frac {\sin B}{p_{K}(b)}}={\frac {\sin C}{p_{K}(c)}}\,.}
Це формулювання було знайдене Яношом Бояї.

### У вищих розмірностях
- у тривімірному просторі тетраедр має чотири трикутних граней. Абсолютне значення полярних синусів[en] (psin) нормальних векторів до трьох граней, що мають спільну вершину тетраедра, поділене на площу четвертої грані, не залежить від вибору вершини:

{\displaystyle {\begin{aligned}&{\frac {\left|\operatorname {psin} (\mathbf {b} ,\mathbf {c} ,\mathbf {d} )\right|}{\mathrm {S} _{a}}}={\frac {\left|\operatorname {psin} (\mathbf {a} ,\mathbf {c} ,\mathbf {d} )\right|}{\mathrm {S} _{b}}}={\frac {\left|\operatorname {psin} (\mathbf {a} ,\mathbf {b} ,\mathbf {d} )\right|}{\mathrm {S} _{c}}}={\frac {\left|\operatorname {psin} (\mathbf {a} ,\mathbf {b} ,\mathbf {c} )\right|}{\mathrm {S} _{d}}}\\[4pt]={}&{\frac {(3\operatorname {V} _{\text{тетр.}})^{2}}{2!~\mathrm {S} _{a}\cdot \mathrm {S} _{b}\cdot \mathrm {S} _{c}\cdot \mathrm {S} _{d}}}\,.\end{aligned}}}
- Для n — вимірного симплекса (тобто, трикутника (n = 2), тетраедра (n = 3), п'ятикомірника (n = 4), тощо) в n — вимірному евклідовому просторі, абсолютна величина полярних синусів[en] нормальних векторів до фасетів, що мають спільну вершину, поділена на гіперплощу грані, протилежної до цієї вершини, не залежить від вибору вершини.

Позначимо V — гіпероб'єм n-вимірного симплекса і P — добуток гіперплощ його (n - 1)-вимірних граней. Тоді загальне співвідношення має вигляд
{\displaystyle {\frac {\left|\operatorname {psin} (\mathbf {b} ,\ldots ,\mathbf {z} )\right|}{\mathrm {S} _{a}}}=\cdots ={\frac {\left|\operatorname {psin} (\mathbf {a} ,\ldots ,\mathbf {y} )\right|}{\mathrm {S} _{z}}}={\frac {(nV)^{n-1}}{(n-1)!P}}.}

## Історія
У першій главі Альмагеста (бл. 140 року н. е.) теорему синусів використано, але явно не сформульовано.
Найдавніше з доведень, що дійшли до нас, теореми синусів на площині описано в книзі Насир ад-Діна ат-Тусі «Трактат про повний чотирибічник» написаній у XIII столітті.
Теорему синусів для сферичного трикутника довели математики середньовічного Сходу ще в X столітті. У праці аль-Джайяні XI століття «Книга про невідомі дуги сфери» наводилось загальне доведення теореми синусів на сфері.